# Blue & Lonesome
Blue & Lonesome је двадесет пети студијски албум енглеског рокенрол састава Ролингстонс, издат у децембру 2016. године и представља први студијски албум после чак 11 година. На њему се налазе обраде познатих блуз стандарда са половине 20. века. Ово је први албум Стонса на коме се налазе само обраде. Албум је веома добро примљен од стране критике и за овај албум група је 2018. године награђена Гремијем за Најбољи Традиционални Блуз Албум. На албуму се као гост појављује познати гитариста Ерик Клептон.

## Списак песама
1. "Just Your Fool" – 4:48
2. "Commit a Crime" – 4:20
3. "Blue and Lonesome" – 4:38
4. "All of Your Love" – 4:36
5. "I Gotta Go" – 3:11
6. "Everybody Knows About My Good Thing" – 4:24
7. "Ride 'Em on Down" – 3:06
8. "Hate to See You Go" – 3:25
9. "Hoo Doo Blues" – 4:25
10. "Little Rain" – 3:48
11. "Just Like I Treat You" – 4:25
12. "I Can't Quit You Baby" – 3:48

## Извођачи
- Мик Џегер - главни вокал, гитара
- Кит Ричардс - гитара, вокал
- Рони Вуд - гитара
- Чарли Вотс - бубњеви

## Гости на албуму
- Ерик Клептон – гитара
- Дерил Џоунс – бас-гитара